# Roxie Roker

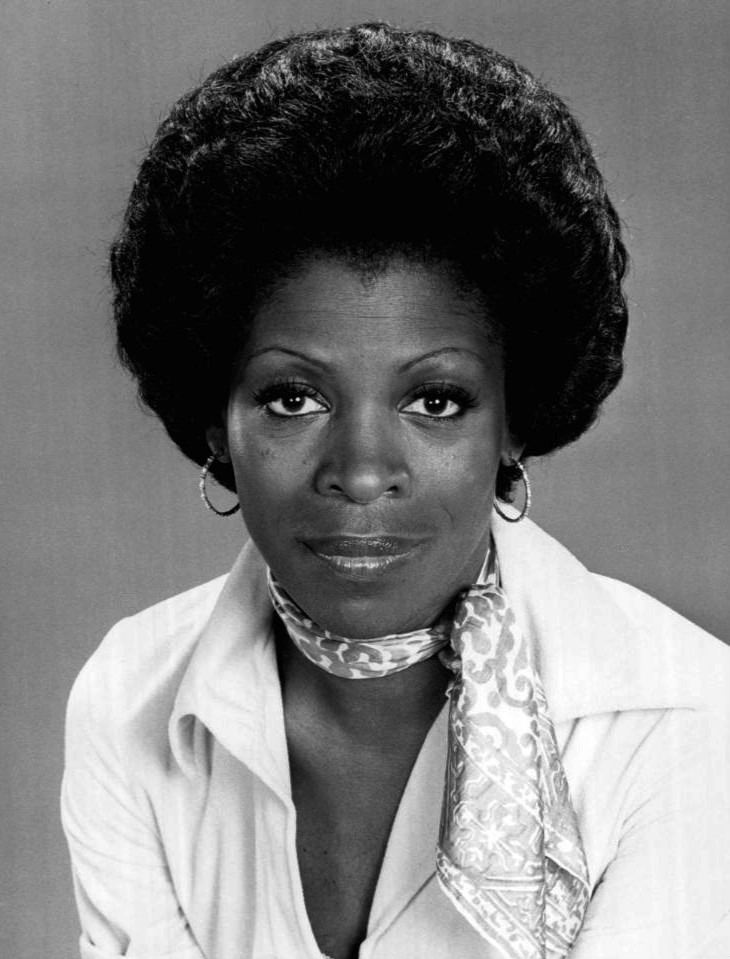
Roxie Roker, 1976

Roxie Albertha Roker (* 28. August 1929 in Miami, Florida; † 2. Dezember 1995 in Los Angeles, Kalifornien) war eine US-amerikanische Schauspielerin. Ihre erfolgreichste Rolle war die der Helen Willis in der Sitcom Die Jeffersons. Diese Rolle spielte sie von 1975 bis 1985.

## Leben und Karriere
Roker wurde in Miami geboren, wuchs jedoch in Brooklyn (New York City) auf. Sie ist eine Cousine von Al Roker und besuchte die Howard University, wo sie in einem Dramaclub mitspielte. Ihre Karriere begann sie mit der „Negro Ensemble Company“.
In den Jahren von 1962 bis 1985 war sie mit Seymour „Sy“ Kravitz verheiratet, mit dem sie einen Sohn, den Musiker Lenny Kravitz, hat. Roker starb am  2. Dezember 1995 in Los Angeles, Kalifornien im Alter von 66 Jahren an Brustkrebs.

## Filmografie (Auswahl)
- 1974: Change at 125th Street (Fernsehfilm)
- 1974: Claudine
- 1975–1985: Die Jeffersons (The Jeffersons; Fernsehserie, 196 Folgen)
- 1976: Kojak – Einsatz in Manhattan (Fernsehserie, 1 Folge)
- 1977: Roots (Fernseh-Miniserie, 1 Folge)
- 1982: Fantasy Island (Fernsehserie, 1 Folge)
- 1983: Ein Traummann auf der Titelseite (The Making of a Male Model; Fernsehfilm)
- 1985: Cagney & Lacey (Fernsehserie, 1 Folge)
- 1986: Love Boat (Fernsehserie, 1 Folge)
- 1987: Amazonen auf dem Mond oder Warum die Amis den Kanal voll haben (Amazon Women on the Moon)
- 1991: Mord ist ihr Hobby (Murder, She Wrote; Fernsehserie, 1 Folge)
- 1993: Echt super, Mr. Cooper (Hangin’ with Mr. Cooper; Fernsehserie, 1 Folge)
- 1995: Statistically Speaking (Kurzfilm)

## Auszeichnungen
- 1974: Obie Award